# Scott Elrod
Scott Michael Elrod (Bitburg, 10 februari 1975) is een in Duitsland geboren Amerikaans acteur.

## Biografie
Elrod werd geboren op een Amerikaanse legerbasis in Bitburg bij Amerikaanse ouders. Hierna heeft hij met zijn familie op de Filipijnen gewoond, en groeide verder op in Parker (Colorado). Elrod wilde in de voetsporen van zijn vader treden, die was actief als F-16 piloot, en haalde zijn pilootlicentie en werd luchtverkeersleider. Na het zien van de film Top Gun besloot hij acteur te worden en verhuisde in 2004 naar Los Angeles voor zijn acteercarrière.
Elrod begon in 2005 met acteren in de televisieserie CSI: NY, waarna hij nog meerdere rollen speelde in televisieseries en films. Hij is onder andere bekend van zijn rol als Joe Clark in de televisieserie The Young and the Restless, waar hij in 59 afleveringen speelde (2014-2015).
Elrod is verloofd en heeft een zoon (2016).

## Filmografie

### Films
Uitgezonderd korte films.
- 2019 Atone - als David Bishop
- 2017 Sun, Sand & Romance - als Eric
- 2013 Lone Survivor - als SEAL-soldaat
- 2013 Home Run - als Cory Brand
- 2012 Argo - als Achilles Crux
- 2012 Stolen Child - als John
- 2011 Escapee - als Carter Thomas
- 2011 Knifepoint - als Adam
- 2010 True Blue - als Kevin Ulster
- 2010 Hard Breakers - als Bobby
- 2010 Death and Cremation - als Matt Fairchild
- 2010 The Switch - als Declan
- 2009 Uncorked - als Andrew Browning
- 2009 Hellhounds - als Kleitos
- 2008 Tricks of a Woman - als Rex Waverly

### Televisieseries
Uitgezonderd eenmalige gastrollen.
- 2016 Chicago Fire - als Travis Brenner - 3 afl.
- 2016 Grey's Anatomy - als dr. William Thorpe - 4 afl.
- 2014-2015 The Young and the Restless - als Joe Clark - 59 afl.
- 2007-2008 Men in Trees - als Leonard 'Cash' Morrissey - 14 afl.

- Biblioteca Nacional de España: XX5397541
- Gemeinsame Normdatei: 1013490681
- International Standard Name Identifier: 0000 0001 2219 7877
- Library of Congress Control Number: no2010123808
- Virtual International Authority File: 136456185
- WorldCat: E39PBJdcCrRYmmPQkxMwPYBQMP